# Текля Ресволл

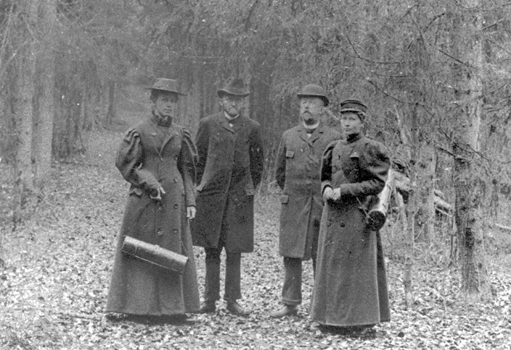
Текля Ресволл (крайня праворуч) на екскурсії разом із Астою Лунделл, Уве Далем та Акселем Бліттом

Текля Ресволл (норв. Thekla Resvoll; 22 травня 1871 — 14 червня 1948) — норвезька вчена-ботанік та феміністка (очільниця суфражизму в Норвегії). Разом із сестрою Ганною Ресволл-Холмсен були першими у Норвегії жінками-вченими у галузі природознавства та охорони природи.

## Життєпис
Текля Ресволл народилася 22 травня 1871 року у комуні Вого, Оппланн.
Була одружена з гірничим інженером Андреасом Голмсеном (1869-1955), а її сестра Ганна Ресволл-Голмсен — з його братом Гуннаром Голмсеном (1880–1976)
Текля Ресволл померла у 1948 році в Осло.

## Діяльність
Працювала медсестрою у Стокгольмі, у 1894 році почала вивчення природничої історії в університеті Осло. Стала ученицею та послідовницею професора ботаніки Акселя Блютта. У 1899 році Ресволл закінчила університет та переїхала до Копенгагена, де працювала у ботанічній лабораторії Копенгагенського університету під керівництвом професора Еугеніуса Вармінга. У 1900 році повернулася в університет Осло. У 1902 році стала асоційованою професоркою у ботанічному саду університету Осло.
У 1918 році Текля Ресволл отримала ступінь доктора наук, захистивши дисертацію On Plants Suited to a Cold and Short Summer, у якій представила дослідження адаптації альпійських рослин до суворого навколишнього середовища.
У 1923-1924 роках Текля Ресволл відвідала острів Ява та ботанічний сад у Богорі. Працювала у ботанічній лабораторії до виходу на пенсію в 1936 році. Її лекції з ботаніки вплинули на покоління норвезького студентства. Написала підручник з ботаніки для студентства вищої школи. У 1923 році Текля Ресволл стала третьою в історії жінкою-членом Норвезької академії наук.
Окрім академічної кар'єри, Текля Ресволл брала активну участь у норвезькому феміністичному русі. Вона була головою норвезького Жіночого студентського клубу та очолювала рух за право жінок на участь у виборах (Kvinnestemmeretsforeningen).

## Окремі наукові праці
- Resvoll, T. R., 1900. Nogle arktiske ranunklers morfologi og anatomi. Nyt Magazin for Naturvidenskaberne, 38: 343-367.
  - Proof of energy storage in the rhizome of Ranunculus glacialis.
- Resvoll, T. R., 1903. Den nye Vegetation paa Lerfaldet i Værdalen. Nyt Magazin for Naturvidenskaberne, 41.
  - Describes primary ecological succession.
- Resvoll, T. R., 1906. Pflanzenbiologische Beobachtungen aus dem Flugsandgebiet bei Röros im inneren Norwegen. Nyt Magazin for Naturvidenskaberne, 44.
- Resvoll, T. R., 1917. Om planter som passer til kort og kold sommer. Doctoral thesis, Oslo.
- Resvoll, T. R., 1925. Rubus chamaemorus L. A morphological - biological study. Nytt Magasin for Naturvidenskapene, 67: 55-129.
- Resvoll, T. R., 1925. Rubus chamaemorus L. Die geographische Verbreitung der Pflanze und ihre Verbreitungsmittel. Veröffentlichungen des Geobotanischen Institutes Rübel in Zürich, 3: 224-241.
- Resvoll, T. R., 1925. Beschuppte Laubknospen in den immerfeuchten Tropenwäldern Javas. Jena.